# Les Bords du Loing vers Moret
Les Bords du Loing vers Moret (Daulte no 476) est une toile impressionniste réalisée par Alfred Sisley en 1883 et achetée par François Depeaux à l'artiste. Elle se trouve actuellement à la Fondation Bemberg à Toulouse.

## Contexte
En 1880, Alfred Sisley s'installe dans la région de Moret, d'abord à Veneux-Nadon, au 88 route de By, actuellement 2 rue Victor-Hugo à Veneux-les-Sablons. Veneux, située à la confluence de la Seine et du Loing et que jouxte à l'ouest la forêt de Fontainebleau, est desservie par la ligne de chemin de fer de Paris Gare de Lyon à Marseille. Deux ans plus tard, avec l'aide financière de Paul Durand-Ruel, il s'installe à Moret, mais déménage en septembre 1883 aux Sablons, village proche de Veneux-Nadon, sur la route principale près de la gare. En 1886, il se réinstalle à Veneux-Nadon au 32 Route nationale, aujourd'hui 35 avenue de Fontainebleau et est inscrit comme « chef de famille, peintre et étranger ». Il se réinstalle définitivement à Moret en 1889, d'abord rue de l'Église, puis en 1891 au 19 rue Montmartre. Ces lieux sont accessibles à pied.
L'un des intérêts de la région de Moret pour Sisley en difficulté financière est que la vie y est bien moins chère qu'à Paris. Le 31 août 1881, Sisley en vante ainsi les avantages à Claude Monet : « Moret est à deux heures de Paris, manque pas de maisons à louer dans les prix de six cents à mille francs. Marché une fois par semaine, église fort jolie, vues assez pittoresques ; d'ailleurs si votre idée est de venir par ici, venez voir. Veneux-Nadon est à dix minutes de la station de Moret. ».
En 1880, dans une série de 4 articles, Émile Zola, ancien défenseur de l'impressionnisme dont il reconnaît encore l'importance dans l'histoire de l'art français, reproche aux impressionnistes de ne pas créer de chef-d'œuvre qui puisse passer à la postérité. Renoir, Monet et Pissarro retournent travailler dans leurs ateliers, au contraire de Sisley, qui reste fidèle à l'impressionnisme, peignant sur le motif pour rendre les effets de la lumière, selon le moment de la journée et les conditions météorologiques. Sisley va toutefois modifier sa technique en réponse à Zola. Sa palette s'enrichit et respecte davantage le principe des couleurs complémentaires. Il commence à différencier les plans de ses paysages.

## Description
Les Bords du Loing vers Moret est un tableau caractéristique de l'œuvre de Sisley dans les années 1880.
Sous le titre Environs de Moret, le tableau est décrit dans le catalogue de la vente de la collection de François Depeaux : « La berge à droite, et un long chaland à quai ; plus loin, un homme près de quelques arbres derrières lesquels on voit deux maisons à toit rouge, au pied d’un coteau crayeux que domine divers arbustes isolés. A gauche, la rivière très calme, grise comme le ciel et bordée sur son autre rive par une ligne de peupliers. Trois de ces arbres baignent dans l’eau et y enfoncent de grandes ombres tordues par le courant. »

## Provenance
François Depeaux apprécie les paysages de Sisley, notamment ses neiges et vues de Moret-sur-Loing et en acquiert un ensemble cohérent dont Les Bords du Loing vers Moret (D. 476) qu'il achète à Sisley. Depeaux écrit en 1909 à Paul Durand-Ruel : « Je vous avoue ne pas comprendre que les tableaux de Sisley soient difficiles à vendre, étant donné que, de l’école impressionniste, c’est à mon sens certainement celui dont la peinture contient le plus de poésie et qui continuera à être le mieux compris ».
- François Depeaux, Rouen
- vente Depeaux-Décap, Me Lair-Dubreuil, galerie Georges Petit, Paris, 31 mai 1906 et 1er juin 1906, no 67
- 1906, Edmond Décap, Paris (6000 francs[7])
- Maurice Barret-Décap, Biarritz
- Raphaël Gérard, Paris
- Alfred Daber, Paris
- 23 octobre 1963[9], Georges Bemberg[10] (308 000 francs)[9].
- Fondation Bemberg à Toulouse

## Exposition
- Peinture et impressionnisme, galerie Daber, Paris, 1956, n ° 27